# Kamikaze (tàu khu trục Nhật 1922)
Kamikaze (tiếng Nhật: 神風) là một tàu khu trục hạng nhất của Hải quân Đế quốc Nhật Bản, là chiếc dẫn đầu của lớp Kamikaze bao gồm chín chiếc được chế tạo sau khi Chiến tranh Thế giới thứ nhất kết thúc. Rất hiện đại vào lúc đó, những con tàu này đã phục vụ như những tàu khu trục hàng đầu trong những năm 1930, nhưng được xem là đã lạc hậu vào lúc Chiến tranh Thái Bình Dương nổ ra. Kamikaze hầu như chỉ sử dụng trong vai trò tuần tra và hộ tống, và đã sống sót qua cuộc chiến tranh. Trong khi làm nhiệm vụ hồi hương binh lính Nhật trú đóng ở nước ngoài sau chiến tranh, nó bị mắc cạn và đắm ngoài khơi mũi Omaezaki, tỉnh Shizuoka, Nhật Bản vào tháng 6 năm 1946.

## Thiết kế và chế tạo
Việc chế tạo lớp tàu khu trục cỡ lớn Kamikaze được chấp thuận như một phần của Chương trình phát triển Hạm đội 8-4 trong năm tài chính 1921–1923 dành cho Hải quân Đế quốc Nhật Bản. Thiết kế của chúng là sự tiếp nối của lớp Minekaze trước đó, vốn chia sẻ nhiều đặc tính thiết kế chung. Được chế tạo tại xưởng đóng tàu của hãng Mitsubishi tại Nagasaki, Kamikaze được đặt lườn vào ngày 15 tháng 12 năm 1921, được hạ thủy vào ngày 25 tháng 9 năm 1922 và được đưa ra hoạt động vào ngày 19 tháng 12 năm 1922. Ban đầu được dự định đặt tên là Soyokaze (tiếng Nhật: 微風), khi đưa vào hoạt động nó chỉ được gọi đơn giản là "Tàu khu trục số 1" (第一駆逐艦, Dai-1 Kuchikukan) trước khi được đặt tên Kamikaze vào ngày 1 tháng 8 năm 1928.

## Lịch sử hoạt động
Sau khi hoàn tất, Kamikaze được phân về Hải đội Khu trục 1, đặt căn cứ tại Quân khu bảo vệ Ōminato và được phân công phòng thủ duyên hải tại các vùng biển phía Bắc Nhật Bản.
Vào lúc xảy ra cuộc tấn công Trân Châu Cảng, Kamikaze vẫn đang đặt căn cứ ngoài khơi Ōminato, và thực hiện việc tuần tra trong khu vực từ quần đảo Kuril đến bờ biển phía Nam của đảo Hokkaidō.
Vào tháng 6 năm 1942, Kamikaze hỗ trợ cho cuộc tấn công của lực lượng Nhật Bản đổ bộ lên quần đảo Aleut cùng lúc với trận Midway. Sau chiến dịch quần đảo Aleut, Kamikaze tiến hành tuần tra từ Hokkaidō đến khu vực Aleut cho đến cuối năm. Trong suốt những năm 1943 và 1944, nó tuần tra tại các eo biển Soya và Tsugaru và hộ tống các tàu vận tải đến những căn cứ xa xôi trong quần đảo Kurile.
Tuy nhiên, từ tháng 1 năm 1945, Kamikaze được phân về Hạm đội Liên hợp và được bố trí đến Moji tại Kyūshū. Vào ngày 26 tháng 1 năm 1945, nó khởi hành cùng với một đoàn tàu vận tải từ Moji hướng đến Singapore, nhưng sau đó được cho tách ra hoạt động tại Mako tại Pescadores. Vào ngày 20 tháng 2, nó vớt những người sống sót từ tàu khu trục Nokaze bị trúng ngư lôi, và tiếp tục đi đến Singapore vào ngày 22 tháng 2.
Vào tháng 5 năm 1945, hai lần Kamikaze đã rời Singapore trong thành phần hộ tống cho tàu tuần dương Haguro làm nhiệm vụ vận chuyển binh lính tăng viện khẩn cấp cho lực lượng Nhật Bản trú đóng tại quần đảo Andaman đang bị bao vây. Trong chuyến đi thứ hai vào ngày 16 tháng 5, Haguro bị đánh chìm, và Kamikaze bị tổn thất 27 người thiệt mạng và 14 người bị thương khi đụng độ với lực lượng tàu khu trục của Hải quân Hoàng gia Anh. Tuy nhiên, con tàu chỉ bị hư hại nhẹ, và Kamikaze đã vớt được 320 người sống sót của Haguro trước khi quay trở lại Singapore.
Vào tháng 6 năm 1945, Kamikaze rời Singapore đi đến Batavia trong thành phần hộ tống cho tàu tuần dương Ashigara. Trong chuyến đi quay trở về vào ngày 8 tháng 6, Ashigara trúng phải ngư lôi, và Kamikaze đã vớt được 853 thành viên thủy thủ đoàn cùng 400 binh lính trước khi quay trở lại Singapore. Cuối tháng đó, trong khi nó đang hộ tống tàu chở dầu Tōhō Maru đến Đông Dương, Toho Maru bị đánh chìm trong một cuộc tấn công bởi máy bay ném bom B-24 Liberator của Không lực Lục quân Hoa Kỳ, và Kamikaze đã vớt được 200 người sống sót.
Kamikaze thực hiện thành công thêm nhiều nhiệm vụ hộ tống khác cho đến hết tháng 6 và tháng 7. Vào lúc Nhật Bản đầu hàng, Kamikaze vẫn còn đang ở lại Singapore, và được chuyển cho Anh Quốc quản lý tại đây.
Kamikaze được rút khỏi danh sách Đăng bạ Hải quân vào ngày 5 tháng 10 năm 1945. Sau đó nó được giải giáp và được sử dụng như một tàu vận tải để hồi hương binh lính Nhật trú đóng tại Singapore, Bangkok và Sài Gòn trở về Nhật Bản vào cuối năm 1945 và đầu năm 1946. Vào ngày 7 tháng 6 năm 1946, trong khi đi tiếp cứu chiếc tàu hộ tống Kunashiri, một con tàu khác dùng trong nhiệm vụ hồi hương, Kamikaze bị mắc cạn và đắm ngoài khơi mũi Omaezaki, tỉnh Shizuoka, Nhật Bản tại tọa độ 34°38′B 138°8′Đ / 34,633°B 138,133°Đ.

## Danh sách thuyền trưởng
- Thiếu tá Seizo Kamata (sĩ quan trang bị trưởng): 20 tháng 9 năm 1922 - 19 tháng 12 năm 1922
- Thiếu tá Seizo Kamata: 19 tháng 12 năm 1922 - 1 tháng 12 năm 1923
- Đại úy Minoru Katsuno: 1 tháng 12 năm 1923 - 1 tháng 8 năm 1925
- Thiếu tá Kunio Shiraishi: 1 tháng 8 năm 1925 - 1 tháng 12 năm 1925
- Thiếu tá Kenzaburo Hara: 1 tháng 12 năm 1925 - 1 tháng 12 năm 1926
- Thiếu tá Keizo Sato: 1 tháng 12 năm 1926 - 10 tháng 8 năm 1927
- Thiếu tá Reiji Murase: 10 tháng 8 năm 1927 - 1 tháng 12 năm 1927
- Trung tá Tetsuri Kobayashi: 1 tháng 12 năm 1927 - 10 tháng 12 năm 1928
- Thiếu tá Hoàng tử Hiroyoshi Fushimi: 10 tháng 12 năm 1928 - 30 tháng 11 năm 1929
- Thiếu tá Sojiro Hisamune: 30 tháng 11 năm 1929 - 15 tháng 11 năm 1930
- Thiếu tá Sentaro Omori: 15 tháng 11 năm 1930 - 1 tháng 12 năm 1931
- Thiếu tá Hoàng tử Hiroyoshi Fushimi: 1 tháng 12 năm 1931 - 2 tháng 5 năm 1932
- Thiếu tá Ryukichi Tamura: 2 tháng 5 năm 1932 - 1 tháng 4 năm 1933
- Đại tá Tetsuri Kobayashi: 1 tháng 4 năm 1933 - 20 tháng 5 năm 1933
- Thiếu tá Ryuji Ono: 20 tháng 5 năm 1933 - 1 tháng 9 năm 1933
- Thiếu tá Suteji Yamaguchi: 1 tháng 9 năm 1933 - 31 tháng 10 năm 1935
- Thiếu tá Tamotsu Tanii: 31 tháng 10 năm 1935 - 8 tháng 10 năm 1936
- Thiếu tá Yasumasa Watanabe: 8 tháng 10 năm 1936 - 1 tháng 12 năm 1937
- Thiếu tá Terumichi Arimoto: 1 tháng 12 năm 1937  - 1 tháng 4 năm 1939
- Thiếu tá Kanji Yano: 1 tháng 4 năm 1939  - 26 tháng 9 năm 1939
- Thiếu tá Osamu Takasuka: 26 tháng 9 năm 1939 - 15 tháng 10 năm 1940
- Thiếu tá Kanematsu Hashimoto: 15 tháng 10 năm 1940 - 25 tháng 4 năm 1942
- Thiếu tá Shoohei Matsumoto: 25 tháng 4 năm 1942 - 18 tháng 10 năm 1943; thăng Thiếu tá 1 tháng 5 năm 1943
- Thiếu tá Hitoshi Kasuga: 18 tháng 10 năm 1943 - 15 tháng 8 năm 1945

### Sách
- Brown, David (1990). Warship Losses of World War Two. Naval Institute Press. ISBN 1-55750-914-X.
- Dull, Paul S. (1978). A Battle History of the Imperial Japanese Navy, 1941–1945. Naval Institute Press. ISBN 0-87021-097-1.
- Howarth, Stephen (1983). The Fighting Ships of the Rising Sun: The Drama of the Imperial Japanese Navy, 1895–1945. Atheneum. ISBN 0689114028.
- Jentsura, Hansgeorg (1976). Warships of the Imperial Japanese Navy, 1869–1945. US Naval Institute Press. ISBN 087021893X.
- Winton, John (1981). Sink the Haguro. Saunders of Toronto Ltd. ISBN 0854221522.
- Whitley, M J (2000). Destroyers of World War Two: An International Encyclopedia. London: Arms and Armour Press. ISBN 1854095218.
- Watts, Anthony J (1967). Japanese Warships of World War II. Doubleday. ASIN B000KEV3J8.